# كمال أباد (نصرت أباد)
کمال أباد (بالفارسية: کمال‌آباد) هي قرية تقع في إيران في Nosratabad Rural District. يقدر عدد سكانها بـ 2,358 نسمة .